# Marilù (nome)
Marilù  è un nome proprio di persona italiano femminile.

## Varianti in altre lingue
- Inglese: Marilou[1], Marylou[1], Marylu[1]

## Origine e diffusione
È una contrazione di Maria Luisa, un nome composto formato dall'unione di Maria e Luisa; dallo stesso nome deriva anche Marisa.

## Onomastico
Il nome è adespota; l'onomastico può essere festeggiato ad Ognissanti o lo stesso giorno di Maria e Luisa.

## Persone
- Marilù S. Manzini, scrittrice, pittrice e fotografa italiana
- Marilù Oliva, insegnante e scrittrice italiana
- Marilù Prati, attrice italiana
- Marilù Tolo, attrice italiana

### Variante Marilou
- Marilou, cantante canadese

## Il nome nelle arti
- Marilù è un personaggio della serie animata Leone il cane fifone.
- Marilù era un personaggio sempre presente negli spot a cartoni animati del gigante buono, che nel Carosello Rai pubblicizzavano una nota ditta dolciaria.
- Marilù Porrino è un personaggio del film del 1974 Milano odia: la polizia non può sparare, diretto da Umberto Lenzi.
- Marilou è un personaggio del film del 1984 Monster dog - Il signore dei cani, diretto da Claudio Fragasso.
- Col nome in forma traslitterata, Oh Merilù è una canzone di Claudio Baglioni del 1974.